# Stazione di Berchidda
La stazione di Berchidda è una stazione ferroviaria al servizio del comune di Berchidda, posta lungo la ferrovia Cagliari-Golfo Aranci.

## Storia
Realizzata dalla Compagnia Reale delle Ferrovie Sarde, la stazione fu aperta al traffico nel 1880, contemporaneamente al tronco ferroviario compreso tra le stazioni di Oschiri e Monti della linea Cagliari-Golfo Aranci, linea che sarebbe stata completata tre anni dopo.
Lo scalo, realizzato nelle campagne a sud dell'abitato di Berchidda, passò alla gestione delle Ferrovie dello Stato nel 1920, gestione che dal 2001 prosegue tramite la controllata RFI.

## Strutture e impianti

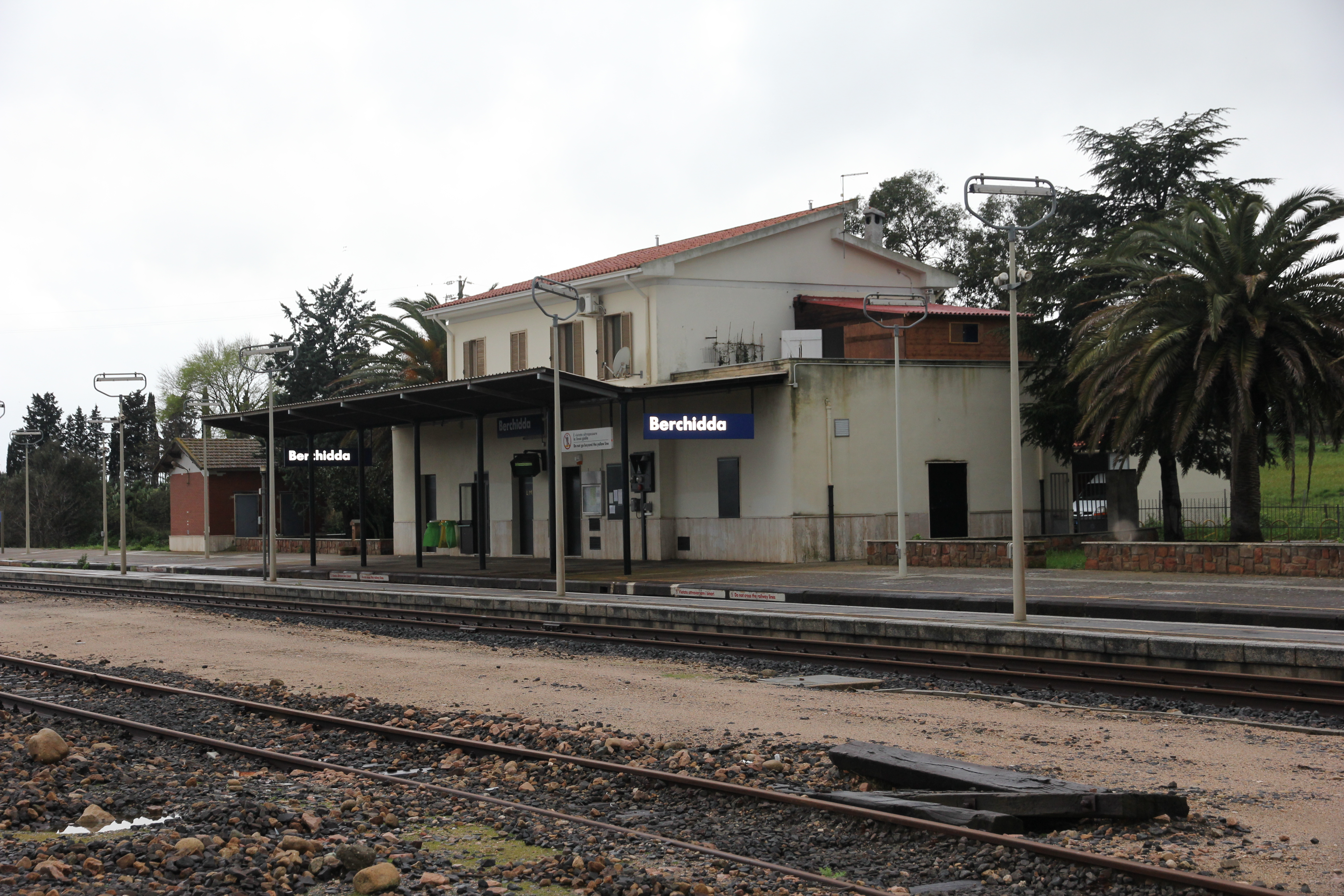
L'area in uso per il servizio viaggiatori, con al centro il fabbricato viaggiatori e alla sua sinistra l'edificio delle ritirate

La stazione di Berchidda è attiva come scalo passante lungo la linea Cagliari-Golfo Aranci di RFI, ed è situata a circa due km a sud-est dell'abitato. Per quanto riguarda l'infrastruttura ferroviaria l'impianto è dotato di due binari passanti, di cui il primo di corsa ed il secondo dotato di tronchini di prolungamento alle estremità, entrambi in uso per il servizio viaggiatori. Un terzo binario, tronco, situato a est, si dirama dal binario due ed in passato era utilizzato per lo scalo merci dell'impianto, quest'ultimo caduto in disuso e in parte smantellato. In precedenza un quarto binario era presente in quest'area, e sino a fine anni duemila l'impianto era ancora dotato di un piano caricatore, poi demolito insieme ad alcuni fabbricati di servizio limitrofi. I due binari in uso per il servizio passeggeri sono inoltre dotati di altrettante banchine, una attigua al binario uno ed al fabbricato viaggiatori e dotata di pensilina, e l'altra compresa tra i binari uno e due. Le due strutture sono collegate tra loro da una passerella sul primo binario.

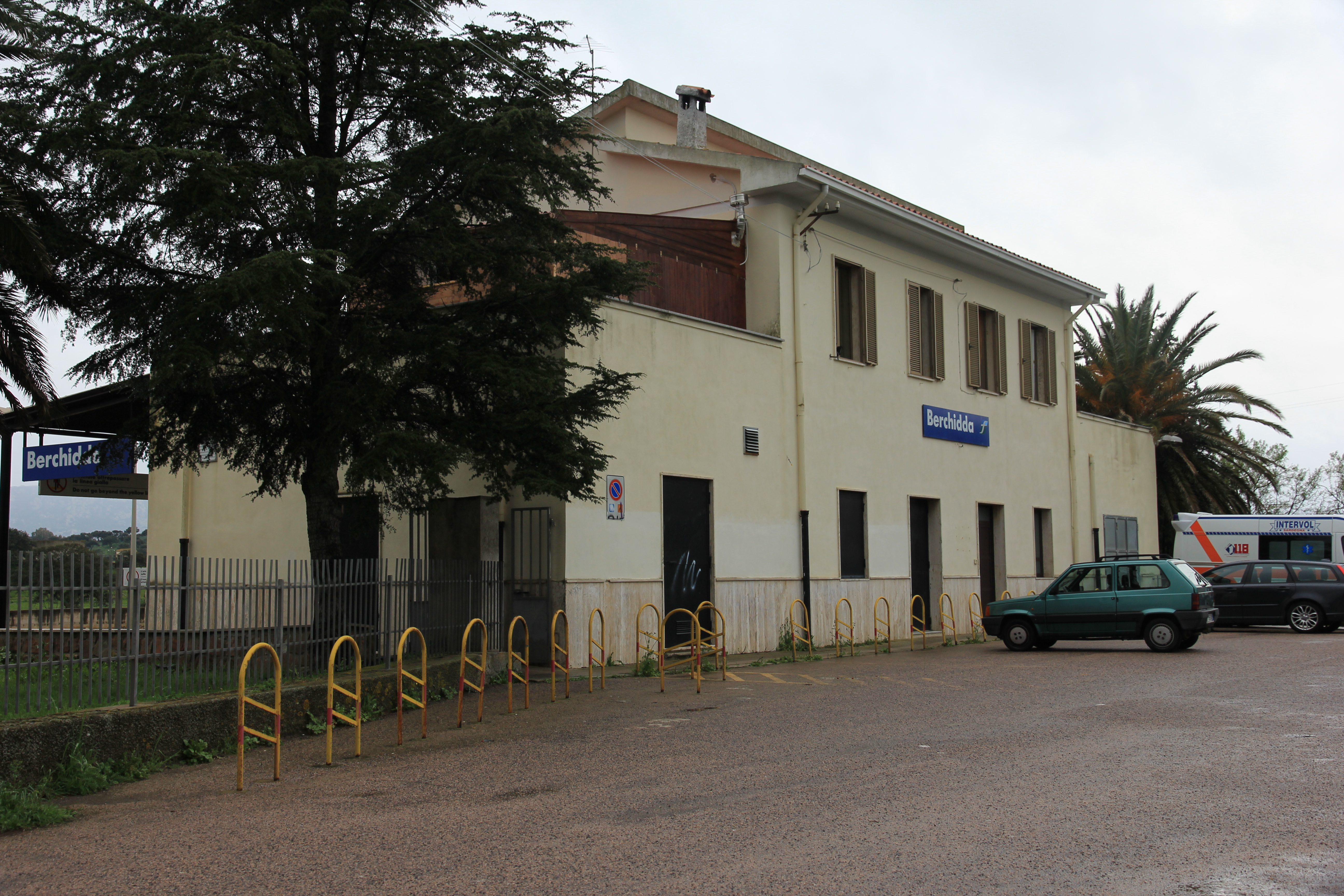
Il fabbricato viaggiatori visto dal parcheggio della stazione

A ovest dei binari trovano posto gli edifici della stazione, tra cui il fabbricato viaggiatori, edificio a pianta rettangolare con una parte centrale su due piani di sviluppo più tetto a falde in laterizi e corpi laterali sul solo piano terra sormontati da terrazzini, di cui il solo piano terra è a disposizione per le finalità di servizio. A nord dell'edificio sono presenti ulteriori locali di servizio, più una ex casa cantoniera posta a ridosso di un passaggio a livello che si trova nella parte settentrionale della stazione; a sud invece è presente il locale dei servizi igienici, chiuso al pubblico, nei pressi del quale era situata anche la torre dell'acqua dell'impianto, anch'essa demolita a fine anni duemila.
Dal punto di vista del movimento la stazione è impresenziata, ed il traffico nello scalo viene gestito in remoto dal DCO di Cagliari.

## Movimento
Lo scalo è servito dai convogli di Trenitalia, i quali collegano l'impianto con le altre destinazioni della Dorsale Sarda e con i centri del Sassarese.

## Servizi

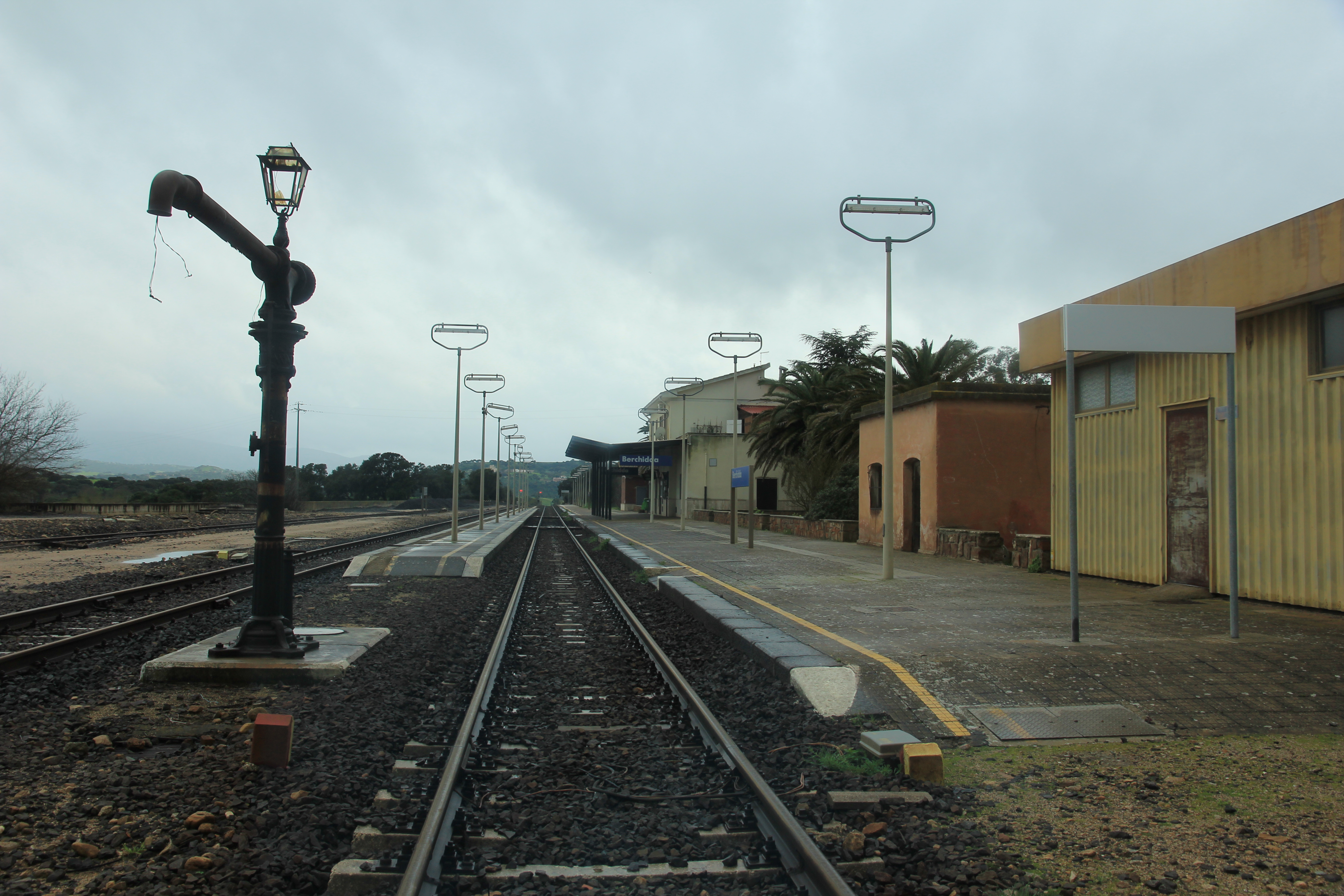
Il binario 1 (di corsa) della stazione con ai lati le banchine per il servizio passeggeri

Stando alla classificazione commerciale RFI l'impianto viene collocato in categoria bronze. 
Riguardo l'accessibilità è inoltre attrezzato per l'utenza con handicap di tipo motorio.